# Viavia
Een viavia (Engels: Portkey) is een magisch object in de Harry Potterboeken van J.K. Rowling. Het is een object dat heksen en tovenaars van de ene naar de andere plaats kan brengen.
Viavia's worden op openbare plaatsen gelegd, plaatsen waar Dreuzels dus ook kunnen komen. Om de viavia's niet op te laten vallen zijn dit vaak afvalproducten, zoals een leeg blikje, een schimmelige laars of een papieren zak. De viavia kan meerdere tovenaars tegelijk vervoeren. Hiervoor hoeven de tovenaars de viavia maar met één vinger aan te raken op een eerder vastgesteld tijdstip. Het reizen met een viavia voelt alsof er een haak achter de navel is bevestigd waaraan men naar de plaats van bestemming wordt 'getakeld'. De spreuk die gebruikt wordt om van een voorwerp een viavia te maken is "Portus".

## Viavia's in de boeken
In het vierde boek reist Harry Potter voor het eerst door middel van een viavia wanneer hij samen met de Wemels naar het WK-Zwerkbal gaat. Aan het einde van datzelfde boek reist hij ongewild nog een keer met een viavia wanneer de Trofee van het Toverschooltoernooi een viavia blijkt te zijn. Hij wordt samen met Carlo Kannewasser naar een kerkhof buiten het Zweinstein-terrein getransporteerd.
In het vijfde boek maakt Professor Perkamentus een viavia van een toverketel om Harry en de Wemels naar het Grimboudplein 12 te brengen wanneer blijkt dat Arthur Wemel zwaargewond is geraakt.
In datzelfde boek wordt Harry ook met een viavia teruggebracht naar de werkkamer van Perkamentus. Perkamentus gebruikt hiervoor het gouden hoofd van de kobold uit de fontein op het ministerie.
In het vierde boek komt dit naar voren bij het WK-Zwerkbal. De gebruikte viavia's worden in een doos gedaan, ze kunnen pas weer gebruikt worden wanneer ze opnieuw behekst worden. Ze hebben dus geen magische krachten meer wanneer ze eenmaal zijn gebruikt.
In het vierde boek kan Harry Potter met de trofee van het Toverschooltoernooi ook terugreizen met de viavia, er is hier waarschijnlijk een hogere vorm van magie gebruikt om de trofee te beheksen.
Het is ook mogelijk dat de Trofee eigenlijk helemaal geen viavia was, omdat Harry en Carlo niet op een van tevoren vastgesteld tijdstip werden getransporteerd, maar pas toen ze hem aanraakten.
In het zevende boek werden viavia's gebruikt om naar het huis van de Wemels te reizen.